# Telavancin
Telavancin (tên thương mại Vibativ) là thuốc kháng sinh diệt khuẩn loại lipoglycopeptide được sử dụng cho MRSA hoặc nhiễm khuẩn Gram dương khác. Telavancin là dẫn xuất bán tổng hợp của vancomycin.
Thuốc được FDA chấp thuận vào tháng 9 năm 2009 cho nhiễm trùng da và cấu trúc da phức tạp (cSSSI) và trong tháng sáu 2013 cho viêm phổi bệnh viện và liên quan đến thông khí nhân tạo do Staphylococcus aureus.

## Lịch sử
Ngày 19 tháng 10 năm 2007, Cục Thực phẩm và dược phẩm Hoa Kỳ (FDA) đã đưa ra một đơn chấp thuận telavancin. Theravance chịu trách nhiệm hoàn toàn cho đơn chấp thuận này và FDA đã ký một Prescription Drug User Fee Act (PDUFA)vào ngày 21 tháng 7 năm 2008.
Ngày 19 tháng 11 năm 2008, ban cố vấn thuốc kháng sinh của FDA đã kết luận rằng telavacin sẽ được FDA chấp thuận.
FDA đã chấp thuận thuốc này vào ngày 11 tháng 9 năm 2009 cho nhiễm trùng nghiêm trọng da và các cấu trúc của da (cSSSI).
Ngày 11 tháng 3 năm 2013, tập đoàn Clinigen Group plc and Theravance, Inc. công bố rằng họ đã được cấp quyền độc quyền thương mại ở Liên minh Châu Âu và hầu hết các quốc gia ở châu Âu cho VIBATIV® (telavancin) để điều trị viêm phổi bệnh viện bao gồm cả loại có liên quan đến thông khí nhân tạo thường gây ra bởi Staphylococcus aureus kháng methicillin (MRSA) khi không sử dụng được các loại kháng sinh khác.

## Cơ chế hoạt động
Giống như vancomycin, telavancin ức chế quá trình tổng hợp vách tế bào bằng cách gắn vào đầu  D-Ala-D-Ala của peptidoglycan ở vách tế bào đang phát triển (xem Pharmacology and chemistry of vancomycin). Ngoài ra, thuốc phá vỡ màng tế bào bằng cách khử cực.

## Tác dụng không mong muốn
Các tác dụng không mong muốn khá thường gặp nhưng ít nguy hiểm bao gồm buồn nôn, nôn, táo bón, và nhức đầu.
Telavancin có khả năng gây suy thận cao hơn vancomycin ở hai thử nghiệm lâm sàng.  Quái thai cũng xuất hiện ở một số nghiên cứu trên động vật.

## Tương tác thuốc
Telavancin ức chế các enzym gan CYP3A4 và CYP3A5. Tuy nhiên vẫn chưa có dữ liệu nghiên cứu chính xác.